# Chapelle de Maraîche
La chapelle de Maraîche, dédiée à Saint André patron des pêcheurs, est située à Neuvecelle dans le département français de la Haute-Savoie en France. Depuis 1921, la chapelle est inscrite au titres des monuments historiques.

## Localisation
Surplombant le lac Léman, la chapelle est située sur la commune de Neuvecelle à l’embranchement des routes vers Maxilly, Évian-les-Bains et Thollon-les-Mémises.

## Historique

### L'époque médiévale
Au XIIe siècle et vers 1180, Humbert de Divonne emprunte de l'argent aux chanoines réguliers de saint Augustin de l'abbaye d'Abondance pour se rendre sur le Saint-Sépulcre. A son retour, il est incapable de rembourser les religieux et leur cède des terres qu'il tenait en alleu à Saint-Gingolph, Maraîche et Massongy. Les chanoines édifient une maison forte qui devient le siège d’une exploitation vouée à la culture de la vigne dans les secteurs de La Platte et de Grange Bonnet. Une église paroissiale existait, dont le patronage est confiée aux chanoines en 1211. En 1218, Isabelle de Bex donne aux chanoines les droits qu'elle détenait sur les hommes de Maraîche. Avant 1233, les possessions des chanoines à Maraîche sont confirmées par le comte de Savoie Thomas Ier. En 1250, le pape Innocent IV autorise l'abbé d'Abondance à entrer en possession de l'église de Maraîche. En 1266, un conflit entre l'abbé Guiffray et Aymon de Blonay qui réclamait la juridiction sur les hommes de Maraîche est réglé de la façon suivante: si la juridiction appartient bien à l'abbaye à l'exception des peines corporelles, qui reviennent aux seigneurs de Saint-Paul, ceux-ci doivent verser chaque année la veille de la Toussaint un morceau de bœuf aux religieux. 
Cette église devient au XVe siècle une filleule de celle de Neuvecelle. 

### L'époque moderne
En 1604, l'évêque de Genève François de Sales décide de remplacer les chanoines âgés et infirmes de l'abbaye d'Abondance par des Feuillants dans les deux lieux. Entre 1620 et 1622, l'église médiévale est reconstruite, ce qui lui donne son aspect actuel qui ne conserve de l'édifice primitif du XIIe siècle que les fondations, la base du clocher et sa porte romane.
Le domaine des moines d'Abondance est représenté sur la mappe sarde de la commune et comprend la maison de l'abbé (à l'ouest de la chapelle) et la maison des religieux (à l'ouest). Ces deux maisons sont conservées. A cette époque, la chapelle et le cimetière appartiennent à la cure de Neuvecelle. 

## Description

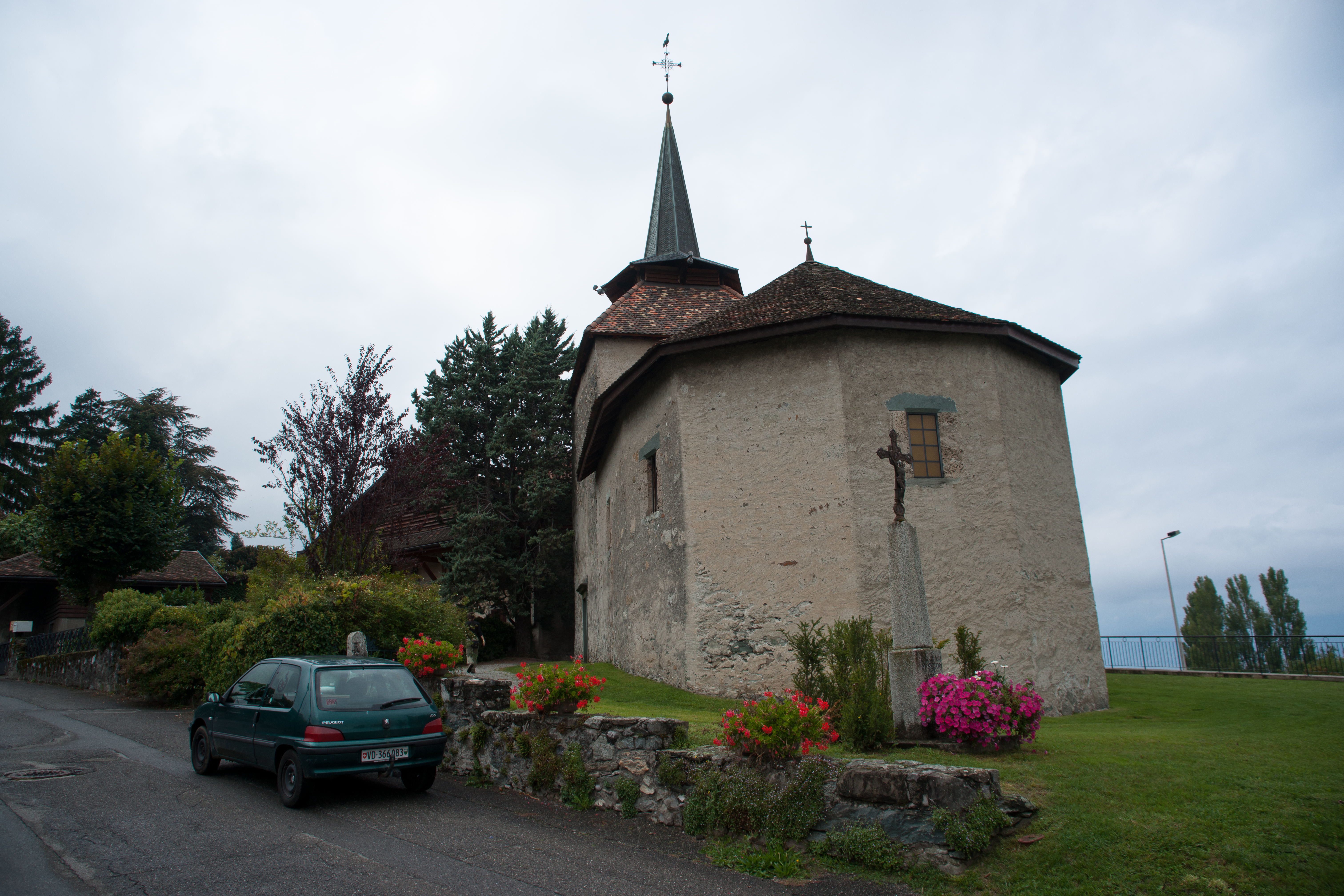
La chapelle actuellement.

### Architecture
Extérieurement la finesse du clocher à poutraison apparente compense l'aspect massif de la tour et on remarque devant l’entrée un avant-porche, l'ashuta ou abri. 
A l’intérieur la tour est voutée d’arêtes sur croisées d’ogives. La nef, unique et sans transept, mesure 12 mètres sur 9 pour une hauteur de 9 mètres. Elle se termine à l’est par un chevet en hémicycle. Le bâtiment est classé au titre des monuments historiques depuis 1921.

### Mobilier
L’autel est resté à sa place primitive face à la porte. Le reste du mobilier liturgique dont le retable est essentiellement celui de l’ancienne Église Saint-Nicolas de Neuvecelle, transféré lors des travaux de reconstruction de cette dernière à partir de 1840.
Une chasuble en cuir de Cordoue, offerte par l'un des abbés, a été classée en 1993, tout comme un calice du XVIe siècle. 